# Джонатан Вонг
Джонатан Вонг (кит. трад. 王慶, піньїнь: wáng qìng) — тайвансько-американський кінопродюсер, відомий за фільмами «Людина — швейцарський ніж» (2016) і «Все завжди і водночас» (2022). Він є давнім продюсерським партнером режисерського дуету, відомого як Деніели (Деніел Шайнерт і Ден Кван). Вонг розпочав свою кар'єру у виробництві музичних відео, а пізніше перейшов до повнометражних фільмів зі своїм дебютним фільмом «Людина — швейцарський ніж», який отримав нагороду кінофестивалю «Санденс» 2016 США за драматичну режисуру. Відтоді він створив кілька повнометражних фільмів, у тому числі «Все завжди і водночас», який став найкасовішим фільмом компанії A24 усіх часів і за який Вонг отримав премію «Оскар» за найкращий фільм.

## Фільмографія
Художні фільми
- «Людина — швейцарський ніж» (2016)
- «Смерть Діка Лонга» (2019)
- «Помилковий результат» (2021)
- «Все завжди і водночас» (2022)
- «Легенда про Очі» (TBA)

Короткометражні фільми
- «Engine Block» (2011)
- «Plastiki and the Material of the Future» (2011)
- «I Have No Hold on You» (2012)
- «Possibilia» (2014)
- «I Have No Hold on You» (2014)
- «Memory 2.0» (2014)

Музичні відео
- Joywave Feat. Kopps: Tongues
- DJ Snake and Lil Jon: Turn Down for What
- Passion Pit: Cry Like a Ghost
- David Guetta Feat. Ne-Yo & Akon: Play Hard
- Skrillex Feat. The Doors: Breakn' a Sweat, Version 2
- David Guetta feat. Sia: She Wolf (Falling to Pieces)
- Bob Dylan: Duquesne Whistle
- Foster the People: Don't Stop (Color on the Walls)
- Tenacious D: Rize of the Fenix
- Kimbra feat. Mark Foster & A-Trak: Warrior
- The Shins: Simple Song
- Battles Feat. Gary Numan: My Machines
- Lenny Kravitz: Stand

Телебачення
- Mason (перед виробництвом)[13]
- L.A. Rangers (2013)

## Нагороди та номінації
- Премія «Оскар» за найкращий фільм (2023) — «Все завжди і водночас» (перемога)[14]
- Премія BAFTA за найкращий фільм (2023) — «Все завжди і водночас» (номінація)[15]
- Премія «Золотий глобус» за найкращий фільм — мюзикл або комедія (2023) — «Все завжди і водночас» (номінація)[16]
- Премія «Греммі» за найкраще музичне відео (2015) — «Turn Down for What» (номінація)[17]
- Премія «Незалежний дух» за найкращий фільм (2023) — «Все завжди і водночас» (перемога)[18]
- Премія Гільдії продюсерів Америки за найкращий кінотеатральний фільм (2023) — «Все завжди і водночас» (перемога)[19]